# Tweede klasse 2014-15 (voetbal België)
Het seizoen 2014/15 van de Belgische Tweede Klasse ging van start op 1 augustus 2014 (eerste speeldag reguliere competitie) en eindigde op 25 mei 2015 (laatste speeldag eindronde). K. Sint-Truidense VV werd kampioen en promoveerde rechtstreeks naar Eerste Klasse. Oud-Heverlee Leuven won de eindronde en keerde zo na een jaar ook terug naar de hoogste afdeling.

## Naamswijzigingen
- R. Boussu Dour Borinage wijzigde zijn naam in Seraing United.

Noot: De naamswijziging kadert in een grote stamnummerwissel tussen verschillende clubs. R. Boussu Dour Borinage nam het stamnummer over van een ander team, waardoor hun stamnummer vrijkwam. Dit werd dan overgenomen door het vroegere RFC Sérésien.

## Gedegradeerde teams
Deze teams degradeerden in 2014 uit Eerste Klasse:
- RAEC Mons (verlies play-off III)
- Oud-Heverlee Leuven (verlies eindronde)

## Gepromoveerde teams
Deze teams promoveerden voor aanvang van het seizoen uit Derde Klasse:
- KRC Mechelen (kampioen 3A)
- KV Woluwe-Zaventem (kampioen 3B)
- K. Patro Eisden Maasmechelen (winst eindronde)

Seraing United was ontstaan uit de Luikse eersteprovincialer RFC Sérésien, maar was niet via promotie in Tweede Klasse terechtgekomen. De club had het stamnummer van tweedeklasser Boussu Dour Borinage (167) overgenomen en speelde dus eigenlijk gewoon verder als voortzetting van stamnummer 167 in Tweede Klasse. Boussu Dour op zijn beurt was onder een ander stamnummer in de lagere reeksen gaan spelen.

## Promoverende teams
Deze teams promoveerden naar Eerste Klasse aan het einde van het seizoen:
- K. Sint-Truidense VV (kampioen)
- Oud-Heverlee Leuven (winnaar eindronde)

## Degraderende teams
Deze teams degradeerden naar Derde Klasse aan het einde van het seizoen:
- RAEC Mons (faillissement)
- KRC Mechelen (voorlaatste + geen licentie voor Tweede Klasse 2015/16)
- KV Woluwe-Zaventem (laatste + geen licentie voor Tweede Klasse 2015/16)
- SC Eendracht Aalst (kon geen licentie bemachtigen voor Tweede Klasse 2015/16)

## Clubs
| # kaart | Stam- nummer | Club                         | Plaats                 | # seiz. 2e klasse |
| ------- | ------------ | ---------------------------- | ---------------------- | ----------------- |
| 1       | 4276         | KAS Eupen                    | Eupen                  | 18                |
| 2       | 373          | K. Sint-Truidense VV         | Sint-Truiden           | 29                |
| 3       | 2554         | Lommel United                | Lommel                 | 5                 |
| 4       | 5632         | AFC Tubize                   | Tubeke                 | 11                |
| 5       | 1            | R. Antwerp FC                | Antwerpen              | 16                |
| 6       | 167          | Seraing United               | Seraing                | 1                 |
| 7       | 2169         | AS Verbroedering Geel        | Geel                   | 2                 |
| 8       | 90           | SC Eendracht Aalst           | Aalst                  | 35                |
| 9       | 5750         | R. White Star Bruxelles      | Sint-Lambrechts-Woluwe | 4                 |
| 10      | 200          | R. Excelsior Virton          | Virton                 | 10                |
| 11      | 606          | KFC Dessel Sport             | Dessel                 | 13                |
| 12      | 134          | KSV Roeselare                | Roeselare              | 11                |
| 13      | 2948         | KSK Heist                    | Heist-op-den-Berg      | 5                 |
| 14      | 44           | RAEC Mons                    | Bergen                 | 16                |
| 15      | 6142         | Oud-Heverlee Leuven          | Leuven                 | 7                 |
| 16      | 24           | KRC Mechelen                 | Mechelen               | 43                |
| 17      | 3197         | KV Woluwe-Zaventem           | Zaventem               | 1                 |
| 18      | 3434         | K. Patro Eisden Maasmechelen | Maasmechelen           | 36                |

### Personen en sponsors
| Stam- nummer | Club                         | Plaats                 | Trainer             | Vorige trainers seizoen 2014/15    | Tenuesponsor |
| ------------ | ---------------------------- | ---------------------- | ------------------- | ---------------------------------- | ------------ |
| 4276         | KAS Eupen                    | Eupen                  | Jordi Condom Auli   | Bartolomé Márquez López            | Erima        |
| 373          | K. Sint-Truidense VV         | Sint-Truiden           | Yannick Ferrera     |                                    | Diadora      |
| 2554         | Lommel United                | Lommel                 | Stijn Vreven        |                                    | Legea        |
| 5632         | AFC Tubize                   | Tubeke                 | Colbert Marlot      | Dante Brogno                       | Jako         |
| 1            | R. Antwerp FC                | Deurne, Antwerpen      | Richard Stricker    |                                    | Joma         |
| 167          | Seraing United               | Seraing                | Arnauld Mercier     |                                    | Masita       |
| 2169         | AS Verbroedering Geel        | Geel                   | Eric Franken        |                                    | Olympic      |
| 90           | SC Eendracht Aalst           | Aalst                  | Regi Van Acker      |                                    | Jartazi      |
| 5750         | R. White Star Bruxelles      | Sint-Lambrechts-Woluwe | John Bico           |                                    | Nike         |
| 200          | R. Excelsior Virton          | Virton                 | Frank Defays        |                                    | Jako         |
| 606          | KFC Dessel Sport             | Dessel                 | Bart Wilmssen       |                                    | Saller       |
| 134          | KSV Roeselare                | Roeselare              | Franky Van der Elst |                                    | Joma         |
| 2948         | KSK Heist                    | Heist-op-den-Berg      | Cis Bosschaerts     |                                    | Saller       |
| 44           | RAEC Mons                    | Bergen                 | Didier Beugnies     |                                    | Jako         |
| 6142         | Oud-Heverlee Leuven          | Heverlee, Leuven       | Jacky Mathijssen    | Ivan Leko, Hans Vander Elst (a.i.) | Vermarc      |
| 24           | KRC Mechelen                 | Mechelen               | Thierry Pister      |                                    | Patrick      |
| 3197         | KV Woluwe-Zaventem           | Zaventem               | Nico Van Nerom      |                                    | Nike         |
| 3434         | K. Patro Eisden Maasmechelen | Eisden, Maasmechelen   | Eric Eurlings       |                                    | Jartazi      |

## Klassement
|    |    |                              | P  | W  | G  | V  | +  | -  | DS  | Ptn |
| -- | -- | ---------------------------- | -- | -- | -- | -- | -- | -- | --- | --- |
| K  | 1  | K. Sint-Truidense VV         | 34 | 24 | 7  | 3  | 62 | 28 | 34  | 79  |
| EP | 2  | Lommel United                | 34 | 21 | 7  | 6  | 64 | 27 | 37  | 70  |
| EP | 3  | KAS Eupen                    | 34 | 20 | 7  | 7  | 63 | 30 | 33  | 67  |
|    | 4  | Seraing United               | 34 | 17 | 10 | 7  | 69 | 39 | 30  | 61  |
| EP | 5  | Oud-Heverlee Leuven          | 34 | 17 | 10 | 7  | 66 | 39 | 27  | 61  |
|    | 6  | R. Excelsior Virton          | 34 | 17 | 8  | 9  | 58 | 35 | 23  | 59  |
| D  | 7  | RAEC Mons                    | 34 | 14 | 13 | 7  | 52 | 30 | 22  | 55  |
|    | 8  | AFC Tubize                   | 34 | 14 | 8  | 12 | 43 | 40 | 3   | 50  |
| D  | 9  | SC Eendracht Aalst           | 34 | 12 | 10 | 12 | 48 | 45 | 3   | 46  |
|    | 10 | R. Antwerp FC                | 34 | 11 | 9  | 14 | 41 | 41 | 0   | 42  |
|    | 11 | KSV Roeselare                | 34 | 10 | 12 | 12 | 44 | 45 | −1  | 42  |
|    | 12 | R. White Star Bruxelles      | 34 | 8  | 16 | 10 | 43 | 48 | −5  | 40  |
|    | 13 | AS Verbroedering Geel        | 34 | 10 | 9  | 15 | 42 | 62 | −20 | 39  |
|    | 14 | KSK Heist                    | 34 | 10 | 6  | 18 | 41 | 61 | −20 | 36  |
|    | 15 | KFC Dessel Sport             | 34 | 7  | 10 | 17 | 36 | 58 | −22 | 31  |
|    | 16 | K. Patro Eisden Maasmechelen | 34 | 6  | 8  | 20 | 38 | 68 | −30 | 26  |
| D  | 17 | KRC Mechelen                 | 34 | 5  | 4  | 25 | 23 | 87 | −64 | 19  |
| D  | 18 | KV Woluwe-Zaventem           | 34 | 3  | 6  | 25 | 30 | 81 | −51 | 15  |

P: wedstrijden gespeeld, W: wedstrijden gewonnen, G: gelijke spelen, V: wedstrijden verloren, +: gescoorde doelpunten, -: doelpunten tegen, DS: doelsaldo, Ptn: totaal punten
 K: kampioen en promotie, EP: eindronde voor promotie, ED: eindronde voor degradatie, D: degradatie

### Periodekampioenen
Tijdens het seizoen worden periodetitels toegekend. Periodewinst levert een plaats in de eindronde op.
- Eerste periode: Oud-Heverlee Leuven, 22 punten
- Tweede periode: K. Sint-Truidense VV, 34 punten
- Derde periode: Lommel United, 25 punten

## Topscorers
| Nr. | Speler             | Club                | G  | W  | GPW  |
| --- | ------------------ | ------------------- | -- | -- | ---- |
| 1.  | Romero Regales     | Lommel United       | 20 | 34 | 0,59 |
| 2.  | Florent Stevance   | Seraing United      | 17 | 34 | 0,5  |
| "   | Florian Taulemesse | KAS Eupen           | 17 | 34 | 0,5  |
| 4.  | Leandro Trossard   | Lommel United       | 16 | 33 | 0,48 |
| 5.  | Víctor Curto       | KAS Eupen           | 15 | 29 | 0,52 |
| "   | Mathieu Cornet     | R. Excelsior Virton | 15 | 33 | 0,49 |
| "   | Grégory Dufer      | Seraing United      | 15 | 31 | 0,48 |

GPW: gemiddeld aantal doelpunten per wedstrijd

## Eindronde voor promotie

### Wedstrijden
| Datum  | Uur   | Wedstrijd                           | Uitslag |
| ------ | ----- | ----------------------------------- | ------- |
| 7 mei  | 19:00 | Lommel United - Oud-Heverlee Leuven | 0 - 1   |
| 7 mei  | 19:00 | Eupen - Lierse                      | 0 - 1   |
| 10 mei | 16:30 | Lierse - Lommel United              | 4 - 2   |
| 10 mei | 16:30 | Oud-Heverlee Leuven - Eupen         | 1 - 1   |
| 14 mei | 18:00 | Eupen - Lommel United               | 1 - 0   |
| 14 mei | 18:00 | Lierse - Oud-Heverlee Leuven        | 1 - 2   |
| 17 mei | 16:30 | Lommel United - Eupen               | 0 - 0   |
| 17 mei | 16:30 | Oud-Heverlee Leuven - Lierse        | 0 - 0   |
| 20 mei | 20:30 | Oud-Heverlee Leuven - Lommel United | 3 - 1   |
| 20 mei | 20:30 | Lierse - Eupen                      | 1 - 3   |
| 24 mei | 16:30 | Lommel United - Lierse              | 3 - 1   |
| 24 mei | 16:30 | Eupen - Oud-Heverlee Leuven         | 0 - 1   |

### Klassement
|    |                     | P | W | G | V | + | -  | DS | Ptn |
| -- | ------------------- | - | - | - | - | - | -- | -- | --- |
| 1. | Oud-Heverlee Leuven | 6 | 4 | 2 | 0 | 8 | 3  | +5 | 14  |
| 2. | KAS Eupen           | 6 | 2 | 2 | 2 | 5 | 4  | +1 | 8   |
| 3. | K. Lierse SK        | 6 | 2 | 1 | 3 | 8 | 10 | −2 | 7   |
| 4. | Lommel United       | 6 | 1 | 1 | 4 | 6 | 10 | −4 | 4   |

P: wedstrijden gespeeld, W: wedstrijden gewonnen, G: gelijke spelen, V: wedstrijden verloren, +: gescoorde doelpunten, -: doelpunten tegen, DS: doelsaldo, Ptn: totaal punten
Na de eindronde promoveerde naast kampioen Sint-Truidense VV ook Oud-Heverlee Leuven naar Eerste Klasse.

### Topscorers eindronde
| Nr. | Speler          | Club                | G | W | GPW  |
| --- | --------------- | ------------------- | - | - | ---- |
| 1.  | Samuel Asamoah  | KAS Eupen           | 2 | 5 | 0,4  |
| "   | John Bostock    | Oud-Heverlee Leuven | 2 | 5 | 0,4  |
| "   | Jovan Kostovski | Oud-Heverlee Leuven | 2 | 5 | 0,4  |
| "   | Jason Adesanya  | Lommel United       | 2 | 6 | 0,33 |
| "   | Luis García     | KAS Eupen           | 2 | 6 | 0,33 |

GPW: gemiddeld aantal doelpunten per wedstrijd
De officiële benamingen van deze competitie luidden achtereenvolgens Bevordering (van 1909 tot 1926), Eerste Afdeling (van 1926 tot 1952), Tweede Klasse (van 1952 tot 2016). 
In 2016 werd de Tweede Klasse opgeheven en vervangen door Eerste klasse B en Eerste klasse Amateurs.
Nationaal voetbal · Regionaal voetbal · Provinciaal voetbal · KBVB · Nationaal voetbalelftal · Nationaal dameselftal
Belgisch nationaal voetbal
Eerste klasse A · Eerste klasse B · Eerste nationale · Beker van België · Belgische Supercup
Super League · Eerste klasse (vrouwen) · Tweede klasse (vrouwen) · Beker van België (vrouwen) · Belgische Supercup (vrouwen)